# Jay Noel Yuenger
Jay Noel Yuenger (26 de diciembre de 1966 en Chicago), también conocido como "J.", es un guitarrista estadounidense reconocido por su trabajo con la banda de metal alternativo estadounidense White Zombie. Luego de varios intentos fallidos por iniciar una carrera musical en Nueva York y Nueva Jersey, conoció a los músicos de White Zombie en 1989 y ganó la audición convirtiéndose en el guitarrista de la banda. La agrupación publicó el álbum Make Them Die Slowly mediante Caroline Records y salió de gira por Estados Unidos y Europa con Yuenger como miembro de la agrupación, para luego grabar el EP God of Thunder. En 1992 tocó la guitarra en el famoso disco La Sexorcisto: Devil Music Vol. 1, el cual vendería dos millones de copias en promedio. En 1995 Jay contribuyó en la grabación de Astro Creep: 2000 - Songs of Love, Destruction and Other Synthetic Delusions of the Electric Head y se mantuvo en la banda hasta su separación en 1998.

## Discografía

### Rights of the Accused
| Año  | Nombre            | Referencia |
| ---- | ----------------- | ---------- |
| 1987 | Dillinger's Alley |            |

### White Zombie
| Año  | Nombre                            | Referencia |
| ---- | --------------------------------- | ---------- |
| 1992 | La Sexorcisto: Devil Music Vol. 1 | [ 1 ]      |
| 1995 | Astro-Creep: 2000                 | [ 2 ]      |

### Otros
| Año  | Nombre           | Artista   | Referencia |
| ---- | ---------------- | --------- | ---------- |
| 1997 | The Action Is Go | Fu Manchu | [ 3 ]      |
| 2002 | Black Presence   | Bluebird  | [ 4 ]      |